# 亮坝桥
31°35′22″N 120°17′42″E / 31.58954°N 120.29506°E
亮坝桥，是位于中华人民共和国江苏省无锡市梁溪区的一座大桥，跨京杭大运河支流东青河。

## 特点
该桥建于亮坝上，故名“亮坝桥”。明朝初期为小木桥。清朝时期，亮坝厘卡是当时清政府在无锡古运河段设立的重要厘卡之一。1924年，无锡县议事会决定拆除亮坝，但遭到当地商民反对。1925年春，齐燮元部队大批溃入无锡，北里人士为维持北塘等地区的治安起见，最终决定将亮坝拆除，并改建水泥桥。1980年代，由于转水河被填，拆除亮坝桥与泗堡桥。该地是与胜利门、通汇桥、北新桥一同为当时崇安区与北塘区的界桥之一。2006年重新再建。从亮坝桥开始，向东北方向可经江阴、张家港十一圩港进入长江（也称锡十一圩航线）。